# Marc Bloch
Marc Léopold Benjamin Bloch, medievist, soustanovitelj analovske šole in eden najpomembnejših francoskih zgodovinarjev 20. stoletja, * 6. julij 1886, Lyon; † 16. junij 1944, Saint-Didier-de-Formans pri Lyonu (usmrčen).

## Življenjepis
Rojen je bil v Lyonu v judovski družini alzaškega porekla, kot sin profesorja antične zgodovine Gustava Blocha. Študiral je na prestižni École Normale Supérieure v Parizu, nato v Berlinu in Leipzigu. Nato je poučeval na liceju. Med prvo svetovno vojno se je prostovoljno prijavil v francosko vojsko. Vojno je končal s činom stotnika in je bil večkrat odlikovan. med drugim z redom legije časti.
Leta 1919 je postal docent in nato profesor srednjeveške zgodovine na Univerzi v Strasbourgu. Leta 1936 je nasledil Henrija Hauserja kot profesor za ekonomsko zgodovino na pariški Sorbonni. Ob začetku druge svetovne vojne se je kot častnik pridružil francoski armadi in služil do poraza leta 1940. Ker kot jud ni mogel predavati v Parizu je odšel v vichyjsko Francijo, najprej v Clermont-Ferrand in nato v Montpellier. Zaradi družine ni odšel v ZDA, kjer so mu ponujali mesto na newyorški New School for Social Research.
Po nemški zasedbi preostanka Francije konec leta 1942 je odšel v ilegalo in se pridružil odporu. Marca 1944 ga je aretirala gestapo. Potem ko so ga mučili, ga je gestapo skupaj z nekaterimi drugimi zaporniki ustrelil na polju v bližini Saint-Didier-de-Formans.

## Delo
Leta 1924 je izdal eno svojih najpomembnejših del Les rois thaumaturges: étude sur le caractère surnaturel attribué à la puissance royale particulièrement en France et en Angleterre, v katerem je zbral, opisal in preštudiral dokumente, ki so se nanašali na antično tradicijo o domnevni zdravilski sposobnosti srednjeveških kraljev. Ti naj bi bili sposobni zdraviti kožne bolezni že z dotikom obolelih. Ta tradicija je imela korenine v magični vlogi kraljev v antičnih družbah. To Blochovo delo je imelo velik pomen ne samo za socialno zgodovino, temveč tudi kulturno antropologijo.
Leta 1929 je Bloch, skupaj z Lucienom Febvrem, ustanovil zelo pomemben časopis Annales (Annales d'histoire économique et sociale), katerega ime je postalo sinonim za skupino zgodovinarjev, 
analovska šola. Blochovo najpomembnejše delo je bilo usmerjeno k študiji fevdalizma, pri čemer je presegal nacionalne okvire. Zanimale so ga strukture in zgodovina dolgega trajanja.
Blochova zadnja dokončana knjiga L'étrange défaite je bila napisana leta 1940 in izdana posthumno. Obdelovala je poraz francoske vojske v bliskoviti vojni z Nemčijo leta 1940. Napisal jo je po spominu, brez dostopa do arhiva in kakršnihkoli virov. Knjiga predstavlja idejo pisati zgodovino sedanjosti in komaj preteklih dogodkov.
Bloch je pustil velik vpliv tudi na historiografijo preko svojega nedokončanega monografskega dela Apologija zgodovine ali zgodovinarjev poklic (francosko Apologie pour l'histoire ou Métier d'historien), ki ga je pisal v času svojega skrivanja pred nacisti v Lyonu. Blochova knjiga je eno izmed dveh največkrat omenjenih historiografskih del 20. stoletja.

## Dela
- Les rois thaumaturges. Paris, 1924
- Les caractères originaux de l'histoire rurale française. Oslo, 1931
- La Société féodale. Paris, 1939/40
- L'étrange défaite : Témoignage écrit en 1940. Paris, 1946 (posthumno)
- Apologie pour l'histoire ou Métier d'historien. Paris, 1949 (posthumno) (slovenski prevod: Apologija zgodovine ali zgodovinarjev poklic, Ljubljana, 1996. ISBN 961-6192-07-8)